# جان هیگینز
جان هیگینز (انگلیسی: John Higgins؛ زادهٔ ۱۸ مهٔ ۱۹۷۵) اسنوکرباز حرفه‌ای اهل اسکاتلند است. او با ۳۲ عنوان قهرمانی مسابقات حرفه‌ای (رنکینگی) که در میان آن ها ۹ عنوان قهرمانی از مسابقات موسوم به تاج سه گانه شامل چهار عنوان قهرمانی جهان، سه عنوان قهرمانی بریتانیا و دو قهرمانی مسترز و به چشم می خورد،یکی از پرافتخارترین اسنوکربازان تاریخ این رشته به‌شمار می‌رود.